# Inverness Caledonian Thistle Football Club
Maillots
Dernière mise à jour : 23 novembre 2024.
L'Inverness Caledonian Thistle FC est un club de football écossais basé à Inverness, fondé en 1994 par la fusion des clubs amateurs « Inverness Thistle FC » (fondé en 1893) et « Caledonian FC » (fondé en 1882). Le club évoluera en Scottish League One après avoir été relégué à l'issue de la saison 2023-24 de la deuxième division.

## Histoire
- 1994 : création du club par fusion de Caledonian F.C. (en) et d'Inverness Thistle FC. Le club joue dans le Telford Street Park, le stade du Caledonian FC.
- 1996 : le club intègre son nouveau stade, le Caledonian Stadium.
- 1997 : le club remporte son premier trophée national, la Scottish Third Division.
- 2004 : le club est promu en Scottish Premier League pour la première fois de son histoire grâce à son titre de champion de Scottish First Division. Inverness gagne également sa première Challenge Cup.
- 2009 : le club est relégué en First Division.
- 2010 : le club gagne la First Division pour la deuxième fois et est promu en Scottish Premier League.
- 2015 : le club termine 3e de Scottish Premiership, remporte la Coupe d'Ecosse et se qualifie pour la Ligue Europa.
- 2017 : le club est relégué du Premiership.
- 2018 : le club remporte la Challenge Cup pour la deuxième fois.

## Palmarès
| Compétitions nationales | Compétitions internationales |
| - Championnat d'Écosse de deuxième division (2) : - Champion : 2004 et 2010 - Vice-champion : 2020 - Championnat d'Écosse de troisième division (0) : - Vice-champion : 1999 - Championnat d'Écosse de quatrième division (1) : - Champion : 1997 - Coupe d'Écosse (1) : - Vainqueur : 2015 - Finaliste : 2023 - Coupe de la Ligue (0) : - Finaliste : 2014 - Scottish Challenge Cup (3) : - Vainqueur : 2004, 2018 et 2020 - Finaliste : 2000 et 2010 |                              |

## Personnalités du club

### Entraîneurs
- 1994-1995 :  Serhiy Baltacha
- 1995-2002 :  Steve Paterson
- 2002-2004 :  John Robertson
- 2004-2006 :  Craig Brewster
- 2006-2007 (août) :  Charlie Christie
- 2007-2009 :  Craig Brewster
- 2009-nov. 2013 :  Terry Butcher
- déc. 2013-2016 :  John Hughes
- 2016-2017:  Richie Foran
- 2017- :  John Robertson

## Parcours en Coupe d'Europe

### Matches
| Saison  | Compétition  | Tour                           | Club          | Match aller | Match retour | Total |
| ------- | ------------ | ------------------------------ | ------------- | ----------- | ------------ | ----- |
| 2015–16 | Ligue Europa | Deuxième tour de qualification | Astra Giurgiu | 0–1         | 0–0          | 0–1   |

## Records
- Plus larges victoires en compétition officielle  :
  - 8-1 contre Annan Athletic, Coupe d'Écosse, 24 janvier 1998
  - 7-0 contre Arbroath, Coupe de la Ligue écossaise, 30 juillet 2016